# Vägmärken i Tyskland
Denna artikel listar vägmärken i Tyskland.

## Varningsmärken

Farlig plats
Korsning med högerregeln
Skarp kurva vänster
Skarp kurva höger
Dubbelkurva, först vänster
Dubbelkurva, först höger
Nedförsbacke
Uppförsbacke
Ojämn väg
Isig/snöig väg
Slirig körbana vid blöt eller smutsig väg
Stenras från höger/vänster sida
Stenskott
Farlig sidvind från vänster/höger
Avsmalnade väg
Höger körbana avsmalnar
Vänster körbana avsmalnar
Vägarbete
Köbildning
Mötande trafik
Öppningsbar bro
Strand eller liknade
Trafikljus
Gående från vänster/höger
Övergångsställe
Barn från vänster/höger
Cyklar korsar vägen från båda hållen
Djur, kreatur
Vilda djur
Lågt flygande flygplan
Järnvägsövergång med hel- eller halvbommar
Obevakad järnvägsövergång
240 meter till järnvägskorsning, vänster sida av vägen
240 meter till järnvägskorsning, höger sida av vägen
160 meter till järnvägskorsning, vänster sida av vägen
160 meter till järnvägskorsning, höger sida av vägen
80 meter till järnvägskorsning, vänster sida av vägen
80 meter till järnvägskorsning, höger sida av vägen

## Påbudsmärken & Förbudsmärken

Trafiken på järnvägen har företräde
Trafiken på järnvägen har företräde
Lämna företräde
Stanna, och lämna företräde
Mötande trafik har företräde
Höger
Höger före skylten
Fortsätt framåt eller sväng höger
Cirkulationsplats
Enkelriktat
Kör höger om skylten
Tillåtet att köra i vägrenen (normalt 3-filigt)
Tillåtet att köra i vägrenen (normalt 2-filigt)
Vägren inte tillåten att köra i
Körning i vägren upphör
Hållplats för spårvagnar eller linjebussar
Busshållplats för skolbussar
Hållplats för taxibilar
Cykelväg
Ridväg
Gångväg
Gemensam gång- och cykelväg
Uppdelad gång- och cykelväg
Gångzon börjar
Gångzon upphör
Cykelgata börjar
Cykelgata upphör
Bussfil
All trafik förbjuden
Förbud mot fordonstrafik med fler än två hjul
Förbud mot trafik med tung lastbil
Förbud mot cykeltrafik
Förbud mot trafik med motorcykel
Förbud mot mopedtrafik
Förbud mot ridning
Förbud mot hästvagn
Förbud mot kreatursfösning
Förbud mot bussar
Förbud mot fordonstrafik med fler än två hjul
Förbud mot personbilar med släpvagn
Förbud mot lastbilar med släpvagn
Förbud mot motorfordon och tåg, som inte kan eller inte får färdas snabbare än 25 km / h
Förbud mot gångtrafik
Förbud mot trafik med annat motordrivet fordon än moped klass II
Förbud mot trafik med fordon lastat med farligt gods
Begränsad bruttovikt på fordon
Begränsad axeltryck
Begränsad fordonsbredd
Begränsad fordonshöjd
Begränsad fordonslängd
Förbud mot infart med fordon
Fordonstrafik med snökedjor påbjuden (snökedjor eller liknande anordning krävs)
Förbud mot trafik med fordon lastat med hälsofarligt gods
Miljözon
Miljözon upphör
Förbud mot U-sväng
Minsta avstånd
Hastighetsbegränsning
Zon med hastighetsbegränsning börjar
Zon med hastighetsbegränsning upphör
Minsta hastighet (påbjuden hastighet)
Förbud mot omkörning
Förbud mot omkörning med tung lastbil
Slut på hastighetsbegränsning
Slut på minsta hastighet
Slut på förbud mot omkörning
Slut på förbud mot omkörning med tung lastbil
Standardhastighetsgräns
Förbud mot att stanna och parkera fordon
Förbud mot att parkera fordon
Zon med parkeringsförbud börjar
Zon med parkeringsförbud upphör

## Upplysningsmärken

Vägkorsning där trafikanter på anslutande väg har väjningsplikt
Huvudled
Huvudled upphör
Mötande trafik har väjningsplikt
Tättbebyggt område
Tättbebyggt område upphör
Parkering
Trottoarparkering
Pendelparkering
Parkering för samåkning
Parkering för turister
Parkeringsskiva
Gårdsgata börjar
Gårdsgata upphör
Tunnel
Parkeringsplats
Motorväg
Motorväg upphör
Motortrafikled
Motortrafikled upphör
Avfartsvisare (motorväg eller motortrafikled)
Vägvisare (motorväg eller motortrafikled)
Övergångsställe
Enkelriktad trafik
Vattenskyddsområde
Manuell trafikanvisning
Återvändsgata
Första hjälpen eller sjukhus
Verkstad
Telefon
Polisstation
Hjälptelefon
Bensinstation
Bensinstation med motorgas (LPG)
Bensinstation med naturgas
kapell vid motorväg
Kulvert
Laddplats för elfordon
bensinstation med vätgas
husbilplats
Campingplats
Informationsställe
Hotell
Restaurang
Servering
Toalett
Rekommenderad högsta hastighet
Rekommenderad högsta hastighet upphör
Platsmärke
Turistområde
Svag vägkant
Betalväg för tung lastbil
Betalväg
Stopp vid tull
Upplysningsmärke vid riksgräns
Gatubelysning varningsmärke
Vägnummer
Motorvägnummer
Avfartsnummer
Europavägnummer
Vägvisare
Vägvisare
Vägvisare
Vägvisare för tung lastbil
Vägvisare till motorväg
Vägvisare
Tabellvägvisare
Vägvisare
Vägvisare
Vägnamn
Orienteringstavla
Orienteringstavla
Orienteringstavla motorväg
Väg för cykel
Avstånd till avfart på motorväg
Orienteringstavla på motorväg
300 meter till avfart
Avståndstavla på motorväg
Vägvisare vid omledning
Omledning
Omledning
Omledning väg
Omledning upphör
Omledning på motorväg
Omledning på motorväg
Omledningssymbol
Omledningssymbol
Påbjuden väg
Påbjuden väg med avstånd
Markeringsskärm för hinder
Markeringsskärm för sidohinder
Trafikkon
Markeringsskärm för vägarbete
Markeringsskärm för vägarbete
Kantstolpar (vänster)
Kantstolpar (höger)
Markeringspil
Markeringsskärm för parkeringsförbud
Grön pil

## Symboler